# Cayley (cràter)
Cayley és un petit cràter d'impacte de la Lluna que es troba en una regió inundada de lava a l'oest de la Mare Tranquillitatis; al nord-oest del cràter més petit De Morgan i del més gran D'Arrest. A l'oest i una mica a nord de Cayley apareix Whewell, un cràter d'aproximadament les mateixes dimensions. Al nord es troba la Rima Ariadaeus, que segueix un curs cap a l'est-sud-est.

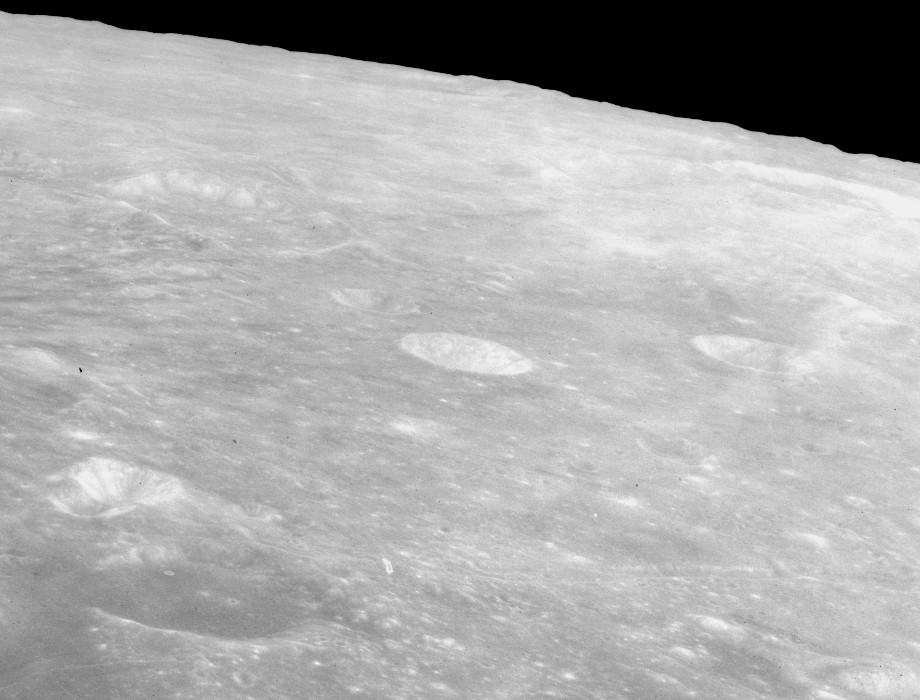
Vista obliqua des de l'Apollo 15, mostrant Cayley (centre), Ariadaeus (brillant, esquerra al fons), D'Arrest (esquerra al fons), i Whewell (dreta)

Es tracta d'una formació circular, en forma de bol amb una petita plataforma interior en el punt mig, petita en relació amb el diàmetre total, ja que ocupa aproximadament un quart de la secció transversal total. Les parets interiors inclinades són relativament de to clar, amb una albedo superior a la del terreny circumdant. No obstant això, no és tan brillant com el cràter Dionysius, lleugerament més gran i situat cap a l'est-sud-est, que manca d'un sistema de marques radials.
Les planes ondulades en relleu suau situades a l'est del cràter s'anomenen Formació Cayley. Són semblants als mars lunars, però amb una albedo lleugerament superior, i se superposen a la vora oriental de la Mare Tranquillitatis. Científics lunars sospiten que aquesta plana pot haver resultat de dipòsits de material expulsat per la formació de grans conques d'impacte com ara la Mare Imbrium o la Mare Orientale (la font més probable és la conca d'impacte de la Mare Imbrium, situada al nord-oest).